# Muhu (Wallburg)
Die Muhu-Wallburg (estnisch: Muhu maalinn) war eine ringförmige Befestigung im Südwesten der estnischen Insel Muhu.
Während der Eroberung Estlands durch den Schwertbrüderorden fand hier im Januar oder Februar 1227 die letzte Schlacht statt. Heinrich von Lettland schildert sie ausführlich in seinem Chronicon Livoniae. Ein Heer von 20.000 Mann überquerte das gefrorene Meer zu Fuß und belagerte die Wallburg sechs Tage lang. Am siebten Tag durchbrachen die deutschen und dänischen Angreifer die Mauern. Laut Überlieferung wurden alle 2500 Verteidiger und Schutzsuchenden massakriert, die Burg wurde geplündert und niedergebrannt.
Im Bereich der Burg fand man zwei Silberschätze mit Münzen und Schmuck, die vermutlich während der Belagerung versteckt worden waren.
Steine der Burgmauer wurden 1894 und 1895 für den Bau des Damms nach Saaremaa verwendet.
Die ovale, ursprünglich bis 8 m hohe Ringmauer misst ca. 100 m × 110 m und umfasst eine Fläche von ca. 3500 m². Im Zentrum der ehemaligen Burg wurde 1928 ein Mahnmal errichtet. Der ursprüngliche Gedenkstein wurde gestohlen und 1967 durch eine Nachbildung ersetzt.